# Meifod
Meifod est un village et une communauté du Powys, au pays de Galles.

## Géographie
Meifod est situé dans le nord-est du Powys, dans le comté historique du Montgomeryshire, à une dizaine de kilomètres au nord-ouest de la ville de Welshpool. Il se trouve dans la vallée de la Vyrnwy, un peu en amont de son confluent avec la Banwy (en).
La communauté de Meifod comprend aussi les villages et hameaux d'Allt-y-Main (en) et Bwlch-y-cibau (en).

## Démographie
Au recensement de 2011, la communauté de Meifod comptait 1 322 habitants.